# Куликовська Євгенія Борисівна
Куликовська Євгенія Борисівна (нар. 21 грудня 1978) — колишня російська тенісистка.
Найвищу одиночну позицію світового рейтингу — 91 місце досягла 9 червня 2003, парну — 46 місце — 3 березня 2003 року.
Здобула 8 одиночних та 4 парні титули.
Найвищим досягненням на турнірах Великого шолома було 2 коло в одиночному розряді.
Завершила кар'єру 2004 року.

## Фінали турнірів WTA

### Парний розряд: 10 (4–6)
| Легенда                       |
| ----------------------------- |
| Турніри Великого шолома (0–0) |
| Tier I (0–0)                  |
| Tier II (0–0)                 |
| Tier III, IV, V (4–6)         |

| Результат | Ранг | Дата              | Турнір                                                | Покриття | Партнерка        | Суперниці                                | Рахунок       |
| --------- | ---- | ----------------- | ----------------------------------------------------- | -------- | ---------------- | ---------------------------------------- | ------------- |
| Поразка   | 1.   | 13 квітня 1998    | Makarska Championships, Хорватія                      | Ґрунт    | Карін Кшвендт    | Тіна Кріжан Катарина Среботнік           | 6–7(3), 1–6   |
| Перемога  | 1.   | 25 квітня 1999    | Budapest Grand Prix, Угорщина                         | Ґрунт    | Сандра Начук     | Лаура Монтальво Вірхінія Руано Паскуаль  | 6–3, 6–4      |
| Перемога  | 2.   | 7 червня 1999     | Tashkent Open, Узбекистан                             | Ґрунт    | Патріція Вартуш  | Ева Бес Хісела Рієра                     | 7–6(3), 6–0   |
| Поразка   | 2.   | 8 серпня 1999     | Кнокке-Гейст, Бельгія                                 | Ґрунт    | Сандра Начук     | Ева Мартінцова Елена Пампулова           | 6–3, 3–6, 3–6 |
| Поразка   | 3.   | 21 листопада 1999 | Pattaya Women's Open, Таїланд                         | Тверде   | Патріція Вартуш  | Емілі Луа Оса Свенссон                   | 1–6, 4–6      |
| Поразка   | 4.   | 6 травня 2002     | 2002, Польща                                          | Ґрунт    | Сільвія Талая    | Генрієта Надьова Єлена Костанич-Тошич    | 1–6, 1–6      |
| Перемога  | 3.   | 14 липня 2002     | Internazionali Femminili di Tennis di Palermo, Італія | Ґрунт    | Катерина Сисоєва | Любомира Бачева Анжеліка Реш             | 6–4, 6–3      |
| Поразка   | 5.   | 22 липня 2002     | Orange Warsaw Open, Польща                            | Ґрунт    | Катерина Сисоєва | Світлана Кузнецова Аранча Санчес Вікаріо | 2–6, 2–6      |
| Поразка   | 6.   | 9 лютого 2003     | Bangalore Open, Індія                                 | Тверде   | Тетяна Пучек     | Олена Лиховцева Ірода Туляганова         | 4–6, 4–6      |
| Перемога  | 4.   | 10 серпня 2003    | Nordea Nordic Light Open, Фінляндія                   | Ґрунт    | Олена Татаркова  | Тетяна Перебийніс Сільвія Талая          | 6–2, 6–4      |

## Фінали ITF
| турніри $100,000 |
| турніри $75,000  |
| турніри $50,000  |
| турніри $25,000  |
| турніри $10,000  |

### Одиночний розряд: 14 (8–6)
| Результат | Ранг | Дата              | Турнір                  | Покриття   | Суперниця            | Рахунок          |
| --------- | ---- | ----------------- | ----------------------- | ---------- | -------------------- | ---------------- |
| Поразка   | 1.   | 31 жовтня 1994    | ITF Юрмала, Латвія      | Тверде (i) | Віра Жуковець        | 2–6, 6–7(4)      |
| Перемога  | 2.   | 5 червня 1995     | ITF Лодзь, Польща       | Ґрунт      | Талина Бейко         | 6–1, 2–6, 6–3    |
| Перемога  | 3.   | 12 червня 1995    | ITF Битом, Польща       | Ґрунт      | Моніка Машталіржова  | 6–4, 6–2         |
| Перемога  | 4.   | 18 лютого 1996    | ITF Шеффілд, Англія     | Тверде (i) | Яна Мацурова         | 6–2, 6–3         |
| Перемога  | 5.   | 26 серпня 1996    | ITF Київ, Україна       | Ґрунт      | Ігнатьєва Тетяна     | 6–1, 7–5         |
| Перемога  | 6.   | 1 вересня 1996    | ITF Сочі, Росія         | Ґрунт      | Марія Головизніна    | 6–1, 6–0         |
| Поразка   | 7.   | 31 серпня 1997    | ITF Афіни, Греція       | Ґрунт      | Аліче Пірсу          | 6–4, 5–7, 3–6    |
| Перемога  | 8.   | 19 жовтня 1997    | ITF Саутгемптон, Англія | Килим (i)  | Олена Татаркова      | 6–0, 4–6, 7–6(5) |
| Перемога  | 9.   | 4 жовтня 1998     | ITF Тбілісі, Грузія     | Ґрунт      | Олена Макарова       | 2–6, 6–2, 7–5    |
| Поразка   | 10.  | 22 квітня 2001    | ITF Аллентаун, США      | Тверде (i) | Ірина Селютіна       | 4–6, 1–6         |
| Перемога  | 11.  | 7 липня 2002      | ITF Орбетелло, Італія   | Ґрунт      | Марія Санчес Лоренсо | 6–1, 7–5         |
| Поразка   | 12.  | 21 липня 2002     | ITF Модена, Італія      | Ґрунт      | Деніса Хладкова      | 2–6, 3–6         |
| Поразка   | 13.  | 15 вересня 2002   | ITF Бордо, Франція      | Ґрунт      | Даллі Рандріантефі   | 5–7, 2–6         |
| Поразка   | 14.  | 17 листопада 2002 | ITF Юджин, США          | Тверде (i) | Марісса Ірвін        | 5–7, 0–6         |

### Парний розряд: 24 (12–12)
| Результат | Ранг | Дата              | Турнір                     | Покриття   | Партнерка                    | Суперниці                                            | Рахунок          |
| --------- | ---- | ----------------- | -------------------------- | ---------- | ---------------------------- | ---------------------------------------------------- | ---------------- |
| Поразка   | 1.   | 23 травня 1994    | ITF Лодзь, Польща          | Ґрунт      | Наталія Немчинова            | Валерія Страппа Валентіна Соларі                     | 6–3, 5–7, 4–6    |
| Перемога  | 2.   | 30 травня 1994    | ITF Битом, Польща          | Ґрунт      | Наталія Немчинова            | Талина Бейко Тетяна Циганій                          | 6–2, 3–6, 6–2    |
| Перемога  | 3.   | 22 серпня 1994    | ITF Горб, Німеччина        | Ґрунт      | Наталія Немчинова            | Мартіна Гаутова Сімона Недоростова                   | 6–2, 6–2         |
| Поразка   | 4.   | 29 серпня 1994    | ITF Бад-Наугайм, Німеччина | Ґрунт      | Наталія Немчинова            | Рената Кохта Алена Вашкова                           | 3–6, 6–1, 4–6    |
| Перемога  | 5.   | 5 червня 1995     | ITF Лодзь, Польща          | Ґрунт      | Наталія Немчинова            | Теодора Недева Хрістіна Захаріду                     | 6–7(2), 6–3, 6–3 |
| Поразка   | 6.   | 12 червня 1995    | ITF Битом, Польща          | Ґрунт      | Наталія Немчинова            | Теодора Недева Катажина Теодорович                   | 2–6, 2–6         |
| Перемога  | 7.   | 31 березня 1997   | ITF Макарська, Хорватія    | Ґрунт      | Кароліна Шнайдер             | Нора Кевеш Гелена Вілдова                            | 6–1, 4–6, 6–4    |
| Перемога  | 8.   | 19 травня 1997    | ITF Сочі, Росія            | Тверде     | Катерина Сисоєва             | Ніно Луарсабішвілі Сібата Каору                      | 3–6, 6–3, 6–0    |
| Поразка   | 9.   | 28 липня 1997     | ITF Макарська, Хорватія    | Ґрунт      | Марія Головизніна            | Ольга Лугіна Елена Пампулова                         | 7–5, 5–7, 5–7    |
| Перемога  | 10.  | 25 серпня 1997    | ITF Афіни, Греція          | Ґрунт      | Сандра Начук                 | Роса Марія Андрес Родрігес Маріна Мартінес Ескобар   | 6–4, 6–3         |
| Поразка   | 11.  | 22 вересня 1997   | ITF Салоніки, Греція       | Ґрунт      | Головизніна Марія Вікторівна | Радка Бобкова Яна Поспішилова                        | 2–6, 3–6         |
| Перемога  | 12.  | 5 жовтня 1998     | ITF Батумі, Грузія         | Тверде     | Катерина Сисоєва             | Аманда Гопманс Мелані Шнелль                         | 6–4, 3–6, 6–0    |
| Поразка   | 13.  | 3 липня 2000      | ITF Чивітанова, Італія     | Ґрунт      | Тетяна Пучек                 | Роса Марія Андрес Родрігес Кончіта Мартінес Гранадос | 2–6, 3–6         |
| Поразка   | 14.  | 14 серпня 2000    | ITF Стамбул, Туреччина     | Тверде     | Марія Головизніна            | Магда Міхалаке Тонґ Ка-по                            | 1–6, 2–6         |
| Поразка   | 15.  | 11 вересня 2000   | ITF Гоупвелл, США          | Тверде     | Джолен Ватанабе              | Дженніфер Гопкінс Петра Рампре                       | 3–6, 1–6         |
| Перемога  | 16.  | 15 січня 2001     | ITF Бока-Ратон, США        | Тверде     | Джолен Ватанабе              | Мелісса Міддлтон Джакелін Трейл                      | 6–1, 6–0         |
| Перемога  | 17.  | 22 січня 2001     | ITF Маямі, США             | Тверде     | Джолен Ватанабе              | Джейн Чі Людмила Скавронська                         | 6–2, 6–4         |
| Поразка   | 18.  | 29 січня 2001     | ITF Клірвотер, США         | Тверде     | Джолен Ватанабе              | Жоана Кортез Кларіса Фернандес                       | 1–6, 5–7         |
| Поразка   | 19.  | 18 лютого 2002    | ITF Колумбус, США          | Тверде (i) | Головизніна Марія Вікторівна | Терін Ешлі Крістен Шлукебір                          | 6–4, 4–6, 2–6    |
| Поразка   | 20.  | 1 липня 2002      | ITF Орбетелло, Італія      | Ґрунт      | Катерина Сисоєва             | Марет Ані Андрея Ехрітт-Ванк                         | 3–6, 6–1, 1–6    |
| Перемога  | 21.  | 3 листопада 2002  | ITF Пуатьє, Франція        | Тверде (i) | Любомира Бачева              | Каролін Денін Емілі Луа                              | w/o              |
| Поразка   | 22.  | 12 листопада 2002 | ITF Юджин, США             | Тверде (i) | Олена Татаркова              | Нана Міяґі Мілагрос Секера                           | 6–3, 2–6, 4–6    |
| Перемога  | 23.  | 2 травня 2003     | Open Сен-Годан, Франція    | Ґрунт      | Тетяна Перебийніс            | Тетяна Пучек Анастасія Родіонова                     | 7–6(8), 6–3      |
| Перемога  | 24.  | 28 березня 2004   | ITF Санкт-Петербург, Росія | Тверде (i) | Головизніна Марія Вікторівна | Дар'я Кустова Олена Татаркова                        | 7–5, 6–1         |